# فرودگاه اسپرانس
فرودگاه اسپرانس (به انگلیسی: Esperance Airport) یک فرودگاه همگانی با کد یاتا EPR است که یک باند فرود آسفالت دارد و طول باند آن ۱۵۰۰ متر است. این فرودگاه در شهر اسپرانس، استرالیای غربی کشور استرالیا قرار دارد و در ارتفاع ۱۴۳ متری از سطح دریا واقع شده است.